# Мануель Ісідоро Бельсу
Мануель Ісідоро Бельсу (ісп. Manuel Isidoro Belzu; 14 квітня 1808 — 23 березня 1865) — болівійський державний діяч, 14-й президент країни.

## Біографія
Брав участь у війні за незалежність іспанських колоній в Америці та швидко отримав звання полковника.
В результаті державного перевороту 6 грудня 1848 року проголосив себе президентом. 15 серпня 1850 року відбулись президентські вибори, за результатами яких Бельсу був обраний на п'ятирічний термін.
Опрацьована ним конституція (прийнято у вересні 1850) заборонила рабство. Бельсу виступав проти панування феодальної аристократії, за що мав значну популярність серед народу.